# Giải vô địch bóng đá nữ Nam Á 2016
Giải vô địch bóng đá nữ Nam Á 2016 diễn ra tại Ấn Độ từ ngày 26 tháng 12 năm 2016 đến ngày 4 tháng 1 năm 2017. Ấn Độ là đội vô địch của giải khi giành chiến thắng trước Bangladesh  trong trận chung kết.

## Vòng bảng

### Bảng A
| VT | Đội       | ST | T | H | B | BT | BB | HS  | Đ | Giành quyền tham dự             |
| -- | --------- | -- | - | - | - | -- | -- | --- | - | ------------------------------- |
| 1  | Nepal     | 3  | 3 | 0 | 0 | 18 | 0  | +18 | 9 | Lọt vào vòng đấu loại trực tiếp |
| 2  | Maldives  | 3  | 2 | 0 | 1 | 8  | 12 | −4  | 6 | Lọt vào vòng đấu loại trực tiếp |
| 3  | Sri Lanka | 3  | 1 | 0 | 2 | 4  | 6  | −2  | 3 |                                 |
| 4  | Bhutan    | 3  | 0 | 0 | 3 | 1  | 13 | −12 | 0 |                                 |

| Nepal                                                         | 8–0     | Bhutan |
| ------------------------------------------------------------- | ------- | ------ |
| Bhandari 5', 9', 23', 35', 72', 77' · Thapa (26) · Khatri 90' | Báo cáo |        |

| Sri Lanka                     | 2–5     | Maldives                                     |
| ----------------------------- | ------- | -------------------------------------------- |
| Liyanage 43' · Kumudini 45+2' | Báo cáo | Rifa 24' · Zahir 27', 64', 80' · Shamila 88' |

| Bhutan | 0–2     | Sri Lanka                 |
| ------ | ------- | ------------------------- |
|        | Báo cáo | Liyanage 60' · Perera 77' |

| Maldives | 0–9     | Nepal                                                                            |
| -------- | ------- | -------------------------------------------------------------------------------- |
|          | Báo cáo | Bhandari 12', 28', 39', 50', 63' · Yonjan 52' · Lama 71' · Bhujel 74' · BK 90+3' |

| Nepal                  | 1–0     | Sri Lanka |
| ---------------------- | ------- | --------- |
| Gunawardane 87' (l.n.) | Báo cáo |           |

| Maldives                     | 3–1     | Bhutan      |
| ---------------------------- | ------- | ----------- |
| Zahir 18', 90' · Shamila 36' | Báo cáo | Ghalley 81' |

### Bảng B
| VT | Đội         | ST | T | H | B | BT | BB | HS  | Đ | Giành quyền tham dự             |
| -- | ----------- | -- | - | - | - | -- | -- | --- | - | ------------------------------- |
| 1  | Bangladesh  | 2  | 1 | 1 | 0 | 6  | 0  | +6  | 4 | Lọt vào vòng đấu loại trực tiếp |
| 2  | Ấn Độ (H)   | 2  | 1 | 1 | 0 | 5  | 1  | +4  | 4 | Lọt vào vòng đấu loại trực tiếp |
| 3  | Afghanistan | 2  | 0 | 0 | 2 | 1  | 11 | −10 | 0 |                                 |

| Ấn Độ                                                   | 5–1     | Afghanistan   |
| ------------------------------------------------------- | ------- | ------------- |
| Y. Devi 3', 32' · Malik 29' · Grace 45+2' · Yadav 90+2' | Báo cáo | Farkhunda 88' |

| Bangladesh                                 | 6–0     | Afghanistan |
| ------------------------------------------ | ------- | ----------- |
| Khatun 6', 15', 40', 44', 48' · Shopna 85' | Báo cáo |             |

| Ấn Độ | 0–0     | Bangladesh |
| ----- | ------- | ---------- |
|       | Báo cáo |            |

## Vòng đấu loại trực tiếp
|  | Bán kết    | Bán kết    |   |  | Chung kết | Chung kết |  |
|  |            |            |   |  |           |           |  |
|  | 2 tháng 1  |            |   |  |           |           |  |
|  | Nepal      | 1          |   |  |           |           |  |
|  | Ấn Độ      | 3          |   |  |           |           |  |
|  |            |            |   |  |           |           |  |
|  |            |            |   |  | 4 tháng 1 |           |  |
|  |            |            |   |  | Ấn Độ     | 3         |  |
|  |            | Bangladesh | 1 |  |           |           |  |
|  |            |            |   |  |           |           |  |
|  |            |            |   |  |           |           |  |
|  |            |            |   |  |           |           |  |
|  | 2 tháng 1  |            |   |  |           |           |  |
|  | Bangladesh | 6          |   |  |           |           |  |
|  | Maldives   | 0          |   |  |           |           |  |

### Bán kết
| Nepal        | 1–3 | Ấn Độ                                 |
| ------------ | --- | ------------------------------------- |
| Bhandari 75' |     | Devi 45' · Kathiresan 50' · Malik 83' |

| Bangladesh                                                | 6–0     | Maldives |
| --------------------------------------------------------- | ------- | -------- |
| Shopna 11', 22', 58' · Khatun 48', 64' (pen) · Khatun 52' | Báo cáo |          |

### Chung kết
| Ấn Độ                                  | 3–1     | Bangladesh |
| -------------------------------------- | ------- | ---------- |
| Grace 12' · Malik 60' · Kathiresan 67' | Báo cáo | Shopna 40' |